# Code (Cabaret Voltaire)
Code è un album in studio del gruppo musicale inglese Cabaret Voltaire, pubblicato nel 1987.

## Tracce
1. Don't Argue – 4:26
2. Sex, Money, Freaks – 4:57
3. Thank You America – 5:22
4. Here to Go – 5:09
5. Trouble (Won't Stop) – 5:07
6. White Car – 2:44
7. No One Here – 5:00
8. Life Slips By – 3:26
9. Code – 4:07